# As Time Goes By (chanson)
Pour les articles homonymes, voir As Time Goes By.
As Time Goes By est une chanson écrite par Herman Hupfeld pour le spectacle Everybody's welcome joué en 1931 sur Broadway. Frances Williams interprète le premier la chanson et celle-ci fut reprise dès la même année, entre autres par Rudy Vallee. Le spectacle sera joué 139 fois.
Le film Casablanca remit la chanson au goût du jour en 1942 : la chanson est utilisée comme thème du film. C'est Dooley Wilson qui chante cette version mais elle ne sortit en single qu'en juin 1946  à cause d'une grève des musiciens au moment de la sortie du film. C'est donc une réédition de Rudy Vallee, sortie en 1931, qui se vendit à la place. 
La chanson est restée célèbre jusqu'à aujourd'hui grâce au succès du film, reconnu comme le troisième plus grand film américain par l'American Film Institute dans son Top 100 publié en 2007. À l'enterrement d'Ingrid Bergman, l'actrice vedette du film, un violon a joué la mélodie. L'expression « Play it again, Sam » fait référence à cette chanson.
Refrain de la chanson :
You must remember this
A kiss is just a kiss, a sigh is just a sigh.
The fundamental things apply
As time goes by.

## Reprises
On compte environ 560 reprises, en particulier :
- Harry Nilsson en 1973 ;
- Louis Armstrong ;
- Chet Baker ;
- Jane Birkin ;
- Billie Holiday ;
- Carl Craig s'en est inspiré sur son album More Songs About Food And Revolutionary Art, en 1997 ;
- Arielle Dombasle l'a chantée sur son album Amor, Amor ;
- Ibrahim Ferrer et Omara Portuondo en ont fait une version latine que l'on peut trouver sur l'album Rhythms del Mundo ;
- Bryan Ferry l'a reprise sur son album As Time Goes By, en 1999 ;
- Henry Mancini ;
- Kenny Rogers l'a inclus dans son album Love Songs en 1997 ;
- Frank Sinatra l'a chanté en 1962 sur son album Point of No Return avec l'orchestre de Axel Stordahl.
- Rod Stewart l'a repris sur son album As Time Goes By: The Great American Songbook, Vol. II en 2003.
- ZZ Top sur l'album Mescalero, en tant que morceau caché de Liquor.

## Distinctions
En 2010, la version interprétée par Dooley Wilson reçoit le Grammy Hall of Fame Award.

## Au cinéma et à la télévision
- Le film de 2015 ”Love Live! School Idol Project!! The School Idol Movie!!” reprend la chanson dans le film.

- Le film de 1972 What's Up, Doc ? utilise une partie de la chanson ;
- La série télévisée britannique éponyme a adopté la chanson comme thème ;
- Woody Allen, dans son film Tombe les filles et tais-toi inspiré par Casablanca, réutilise cette chanson dans différentes interprétations ;
- Dans le film Dans la ligne de mire réalisé par Wolfgang Petersen en 1993, Clint Eastwood joue brièvement ce morceau au piano.
- La société Warner Bros. utilise une partie de la chanson comme identité sonore de leur générique depuis 1999.